# Švédská královská rodina
Švédská královská rodina, samostatně existující od roku 1818 je složena z osob švédského královského rodu Bernadotte, blízkých rodinných příslušníků současného švédského krále. Náleží jim královský titul a oslovení a mají určité oficiální a ceremoniální státní úlohy. Širší rodina krále již není považována za královskou rodinu.

## Dějiny

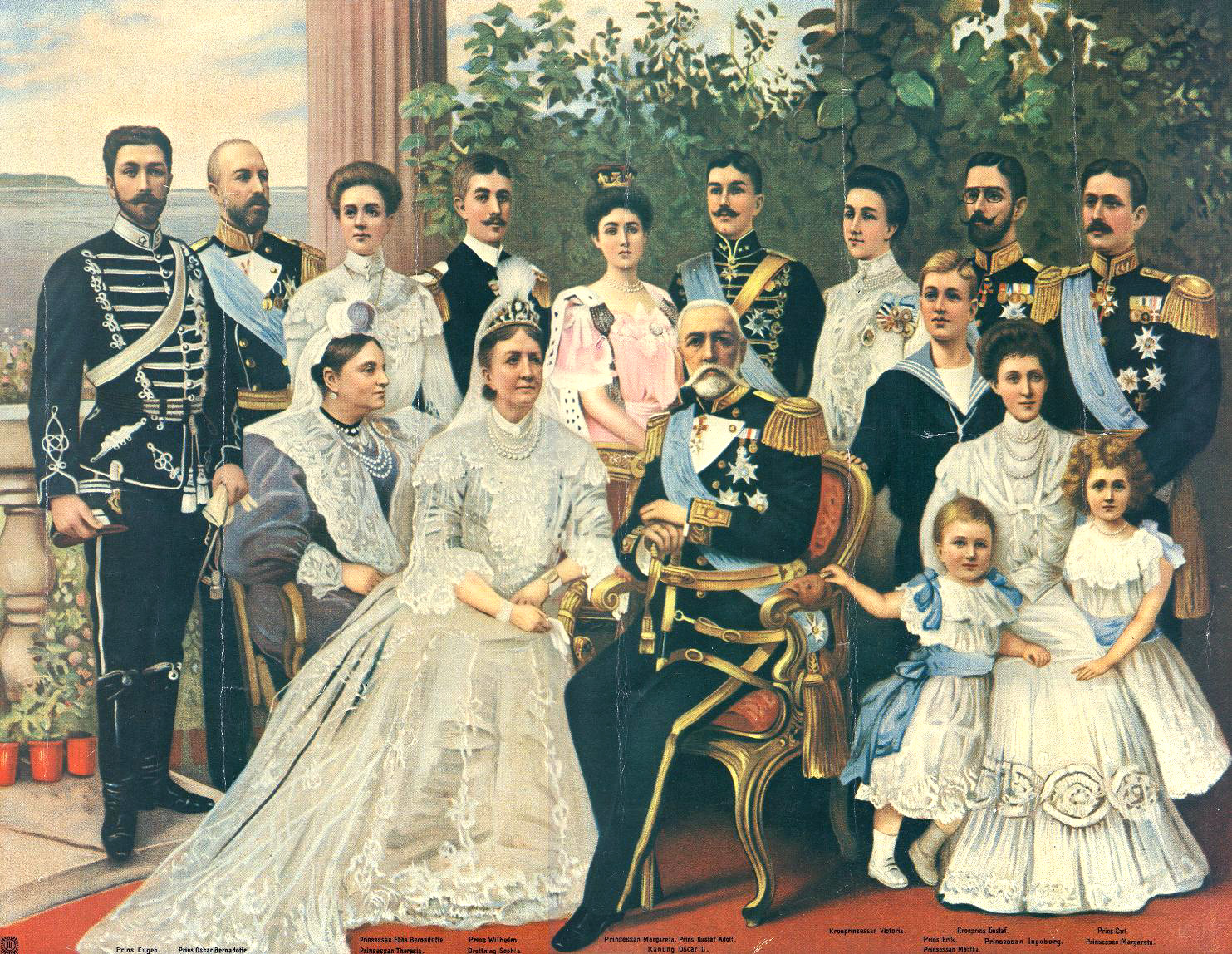
Švédská královská rodina (včetně členů širší rodiny) v roce 1905.

Existenci švédské královské rodiny můžeme vysledovat již na počátku 10. století n. l.. Historicky doložení panovníci jsou oficiálně potvrzení švédským královským dvorem.
Do doby kolem roku 1620 byly švédské provincie udělovány jako územní apanáže královským princům, kteří poloautonomě panovali jako vévodové těchto panství. Od té doby tato provinciální vévodství existují v královském rode pouze nominálně, třebaže každý z princů a princezen tradičně věnuje veřejně svému vévodství pozornost, a v některých případech má také sekundární residenci "ve svém vévodství".

## Současní členové
Podle švédské vlády zahrnuje královská rodina následující členy (stav v květnu 2020):

### Královský dům
Švédský královský dvůr považuje za členy Královského Domu (Kungl. Huset) následující osoby:
- JV král Carl XVI Gustaf (od 15. září 1973), narozen 30. dubna 1946.
- JV královna Silvia (manželka krále od 19. června 1976), narozena 23. prosince 1943.Někteří z vládou uznaných (královských) členů švédské královské rodiny v roce 2012.

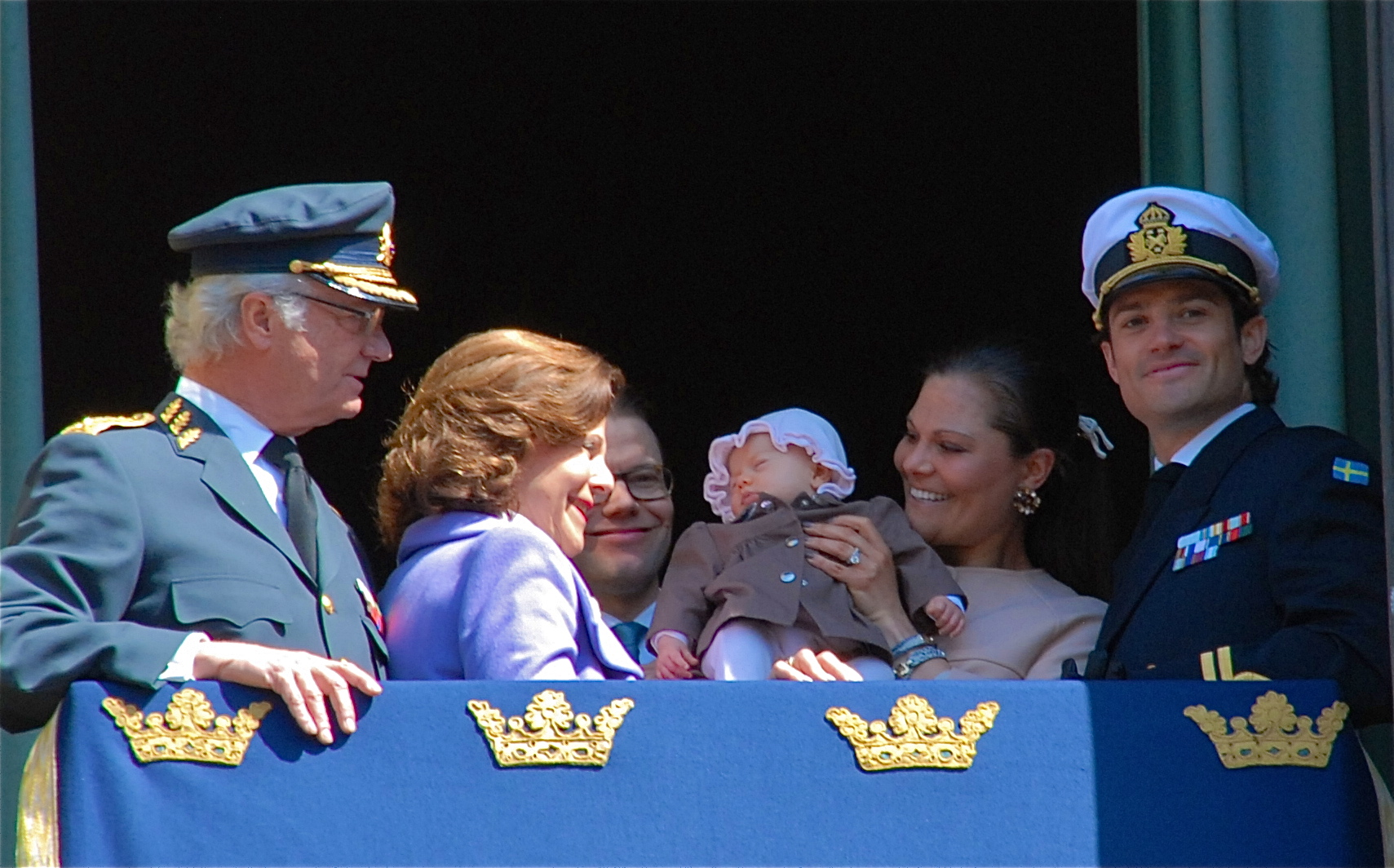
Někteří z vládou uznaných (královských) členů švédské královské rodiny v roce 2012.

  - JKV korunní princezna Victoria, vévodkyně z Västergötlandu, králova starší dcera, narozena 14. července 1977
  - JKV prince Daniel, vévoda z Västergötlandu, narozen 15. září 1973, králův zeť, manžel korunní princezny Viktorie
    - JKV princezna Estelle, vévodkyně z Östergötlandu, narozena 23. února 2012, králova vnučka, dcera korunní princezny Viktorie
    - JKV princ Oskar Švédský, vévoda ze Skåne, narozen 2. března 2016, králův vnuk, syn korunní princezny Viktorie

  - JKV princ Carl Philip, vévoda Värmlandský, narozen 13. května 1979, králův jediný syn[1]
  - JKV princezna Sofia, vévodkyně z Värmlandu, rozená Sofia Hellqvistová narozena 6. prosince 1984, králova snacha, manželka prince Carla Philipa[1]
  - JKV princezna Madeleine, vévodkyně z Hälsinglandu a Gästriklandu, narozena 10. června 1982, králova mladší dcera, provdána za Christophera O'Neilla, narozeného 27. června 1974, nebyl povýšen do šlechtického stavu, nadále pracuje v bance jako bankéř, není oficiálně členem královské rodiny, a proto nemá žádné oficiální královské povinnosti[1]

- JKV princezna Birgitta, princezna z Hohenzollernu, narozena 19. ledna 1937, králova druhá sestra, vdova po knížeti Johannu Georgovi z Hohenzollern (1932–2016)[1]

### Královská rodina

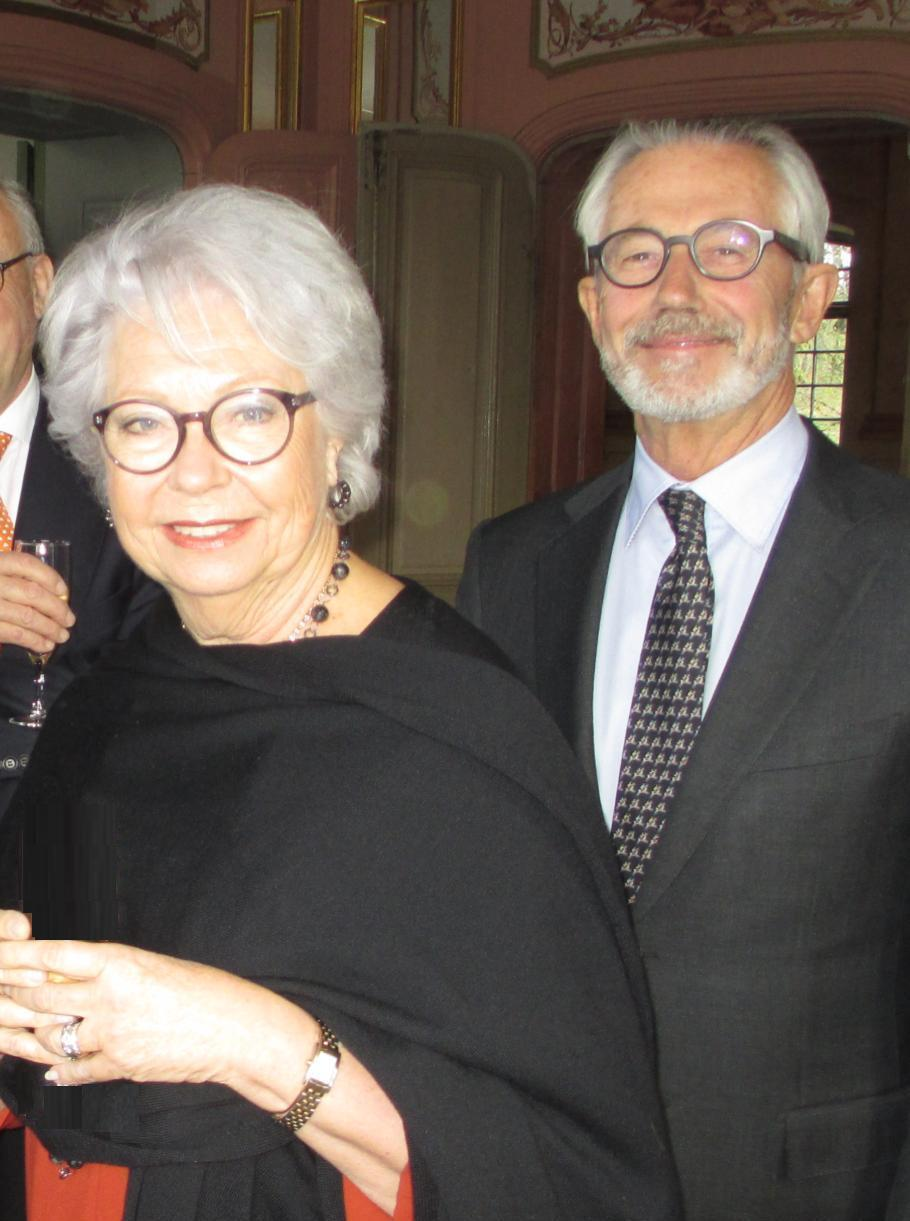
Princezna Christina, paní Magnusonová (na snímku s manželem)

Švédský královský dvůr považuje za členy Královské Rodiny (Kungl. Familjen) následující osoby:
Královy sestry:
- Princezna Markéta Švédská, paní Amblerová (králova první sestra, narozená 31. října 1934), vdova po Johnu Amblerovi (1924–2008)
- Princezna Désirée Švédská, baronka ze Silfverschiöldu (králova třetí sestra, narozená 2. června 1938), vdova po baronovi Niclasi Silfverschiöldovi (1934–2017)
- Princezna Kristina Švédská, paní Magnusonová (králova čtvrtá sestra, narozená 3. srpna 1943), vdaná za generálního konzula Torda Magnusona (narozen 1941)

Vnoučata krále mimo dětí korunní princezny:
Z rozhodnutí krále ztratily 7. října 2019 všechny jeho vnoučata mimo dětí korunní princezny oslovení Jeho/Její Královská Výsost, titul vévody/ vévodkyně jim je však ponechán stejně jako místo v linii nástupnictví.
- Princ Alexandr Švédský, vévoda ze Södermanlandu, narozen 19. dubna 2016, syn prince Karla Filipa
- Princ Gabriel Švédský, vévoda z Dalarny, narozen 31. srpna 2017, syn prince Karla Filipa
- Princ Julian Švédský, vévoda z Hallandu, narozen 26. března 2021, syn prince Karla Filipa
- Princezna Ines, 2025, dcera prince Karla Filipa
- Princezna Leonor Švédská, vévodkyně z Götlandu, narozena 20. února 2014, dcera princezny Madeleine[4]
- Princ Nicolas Švédský, vévoda z Ångermanlandu, narozen 15. června 2015, syn princezny Madeleine
- Princezna Adrienne Švédská, vévodkyně z Blekingu, narozena 9. března 2018, dcera princezny Madeleine

Další osoby:
- Marianne Bernadotte (narozena 1924), vdova po králově strýci z otcovy strany Sigvardu Bernadottovi (1907–2002)